# خوسيه غونزاليس (لاعب رماية)
خوسيه غونزاليس (بالإسبانية: José González)‏ هو لاعب رماية إسباني، (ولد في سمورة في إسبانيا 1907  م).

## وصلات خارجية
- خوسيه غونزاليس على موقع أوليمبيديا (الإنجليزية)